# Supa klockan över tolv
Supa klockan över tolv, även känd som Sång 10, är en visa av Carl Michael Bellman. 

## Om sången
Sången tillhör en tematisk visgrupp som kallas för "förnöjsamhetsvisa", en vistradition som bejakar epikureisk tematik. Melodin är hämtad från den franska dryckesvisan "Quand la mer rouge apparut". Fred Åkerström har bland annat spelat in en version av visan.

## Text

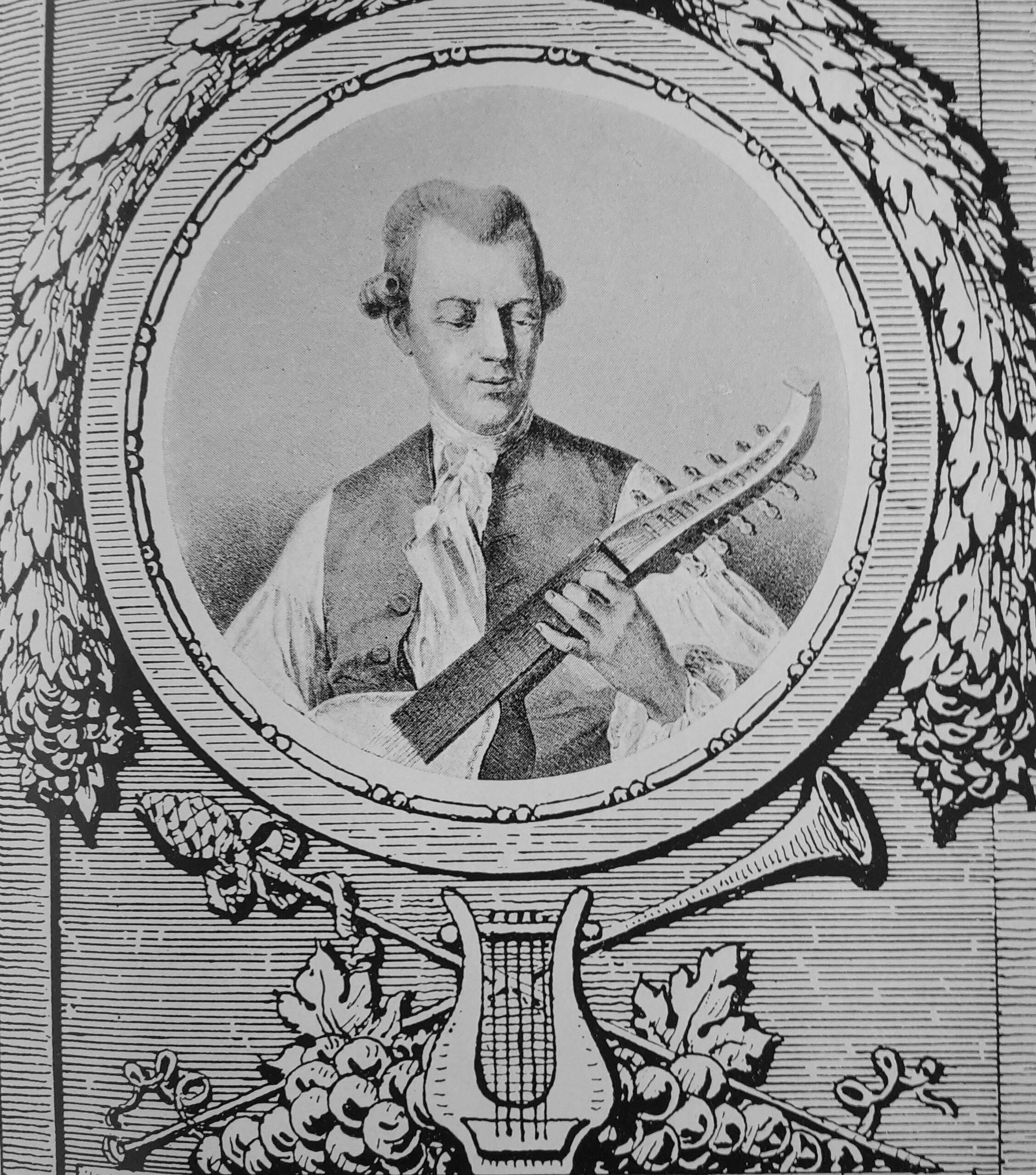

| Supa klockan över tolv, leva bland förryckta! Jorden är mitt kammargolv, solen är min lykta! Jag bryr mig om ingenting, blott att hjärnan löper kring, | : löper kring, : |  | : löper kring, : | Intill dess hon domnar, Och jag fattig somnar. | I min farfars gamla rock (hål uppå armbågen) står jag bland en lustig flock, super bara rågen, tar mig ur de vackra krus morgon-, middags-, aftonrus, | : aftonrus, : |  | : aftonrus, : | och så blir jag röder som de ägta bröder. | Stode salig far min opp och mig hörde hicka, sade han: "Min gosse, topp, vi sku brorskål dricka!" 'Ja min bror,' så svarte jag, 'drick med mig til ljusan dag, | : ljusan dag, : |  | : ljusan dag, : | sedan må du ila åter til din vila!' | Bleve jag en riker man, finge mynt i pungen, skulle jag till jul, minsann, klä mig grann som kungen, köpa mig, förrn någon tror, rock och väst och nya skor, | : nya skor, : |  | : nya skor, : | och så pung i håret, och så ur på låret. | Men min strupe vill bli full, tål ej denna torken. Guld ej annat är än mull — gubbar, ta ur korken! Låtom oss i ro och fred svälja sista klunken ned, | : klunken ned, : |  | : klunken ned, : | Och oss sedan döda I det våta röda. |